# Кувшинников, Олег Александрович
Оле́г Алекса́ндрович Кувши́нников (род. 2 февраля 1965, Череповец, Вологодская область) — российский государственный и политический деятель. Председатель Российской Ассоциации «Здоровые города, районы и посёлки» в Российской Федерации. Вошёл в Комитет Совета Федерации по аграрно-продовольственной политике и природопользованию. С 7 февраля по 26 сентября 2024 года — первый зампред этого Комитета.
Губернатор Вологодской области с 28 декабря 2011 по 31 октября 2023 (врио 14—28 декабря 2011, 17 мая — 23 сентября 2014). Член партии «Единая Россия».

## Биография
Родился в Череповце в 1965 году. Отец, Александр Николаевич, работал главным инженером управления железнодорожного транспорта компании «Северсталь». Мать, Елена Ивановна, учитель начальных классов.
В детстве и юности активно занимался спортом. Воспитанник СДЮСШОР по хоккею с шайбой города Череповца, кандидат в мастера спорта по хоккею. В сезоне 1982/83 провёл 8 матчей в первой лиге первенства СССР за «Металлург».
Окончил школу № 22 города Череповца.
В сентябре 1982 года пришёл работать на Череповецкий металлургический завод в цех ремонта коксохимического оборудования коксохимпроизводства слесарем по ремонту металлургического оборудования.
1985—1987 — служба в рядах Советской Армии в г. Кемерове (батальон связи, начальник аппаратной связи, секретарь комитета ВЛКСМ батальона). Воинское звание — старшина.
В 1987 году, после службы в армии, продолжил работу на Череповецком металлургическом комбинате в качестве вальцовщика стана «250» сортопрокатного цеха, где прошёл все ступени производственного роста.
В 1991 году окончил с отличием Ярославский техникум советской торговли.
С 1994 года — мастер сортопрокатного цеха, затем начальник стана «250», позднее — заместитель начальника цеха по производству.
В 1994 году окончил Санкт-Петербургский торгово-экономический институт.
В 1999 году окончил Государственный университет управления, г. Москва по программе «Производственный менеджмент».
С 2000 года начальник сортопрокатного цеха.
В феврале 2002 года назначен начальником листопрокатного цеха № 1. По итогам 2003 года ЛПЦ-1 признан лучшим подразделением ОАО «Северсталь».

### Депутат Череповецкой городской думы
24 марта 2002 года состоялись выборы в Череповецкую городскую думу 5 созыва. В порядке ротации избирались депутаты в 9 округах. Было избрано только 8 депутатов, среди которых и Олег Кувшинников. Он был избран по одномандатному избирательному округу № 3, набрав 37,54 % голосов.
С марта 2002 года по ноябрь 2006 года — депутат Череповецкой городской думы, председатель комиссии по городскому хозяйству.
В 2002 году прошёл курс обучения по корпоративной программе подготовки менеджеров ТОП-100.
С января 2004 по ноябрь 2006 года занимал должность директора социально-бытового комплекса ОАО «Северсталь».
В 2004—2005 годах — член Совета директоров ОАО «Северсталь».
С 2005 года — президент САНО «Баскетбольный клуб „Северсталь“».
В 2005 году закончил обучение по программе МВА (магистр делового администрирования) в Академии народного хозяйства при Правительстве РФ.

### В руководстве города Череповца
Исполняющий обязанности мэра Череповца
27 ноября 2006 года, на внеочередном заседании Череповецкой городской думы депутат городской думы и директор социально-бытового комплекса ОАО «Северсталь» Олег Кувшинников был назначен на должность вице-мэра Череповца, сложив с себя полномочия депутата. После этого решения у мэра Череповца стало два первых заместителя — Александр Афанасьев и Олег Кувшинников. Уже на следующий день, 28 ноября, мэр Череповца Михаил Ставровский неожиданно для многих подал в Череповецкую городскую Думу заявление об отставке по собственному желанию с 1 декабря 2006 года. Председатель Череповецкой городской думы Александра Баданина заявила, что это собственное желание мэра. Исполнение обязанностей мэра городская дума возложила на первого заместителя Олега Кувшинникова.
Мэр Череповца
13 декабря 2006 года Череповецкая городская дума назначила досрочные выборы мэра Череповца на 11 марта 2007 года, одновременно с выборами депутатов Череповецкой городской думы и депутатов заксобрания Вологодской области. На выборах главы Череповецкого городского округа было зарегистрировано только два кандидата: исполняющий обязанности мэра города Олег Кувшинников и бывший военный комиссар Череповца Леонид Нестерчук Оба участвовали как независимые кандидаты самовыдвиженцы. По итогам состоявшихся 11 марта 2007 года выборов при явке 30,9 % избирателей Кувшинников набрал 65,38 % голосов, а Нестерчук — 29,35 %. Кувшинников был избран мэром города Череповца на 5 лет и 17 марта 2007 года официально вступил в должность. В церемонии инаугурации приняли губернатор Вологодской области Вячеслав Позгалёв, главный федеральный инспектор в Вологодской области Сергей Пастухов, гендиректор ОАО «Северсталь» Алексей Мордашов, архиепископ Вологодский и Великоустюгский РПЦ Максимилиан/
В апреле 2009 года избран вице-президентом Союз городов Центра и Северо-Запада России.
21 октября 2010 года избран председателем Ассоциации «Здоровые города, районы и поселки» в ходе учредительного собрания.
В январе 2011 года Кувшинников получил четыре балла из пяти возможных в индексе влиятельности глав крупных городов.
17 сентября 2011 года Олег Кувшинников включён в состав совета по развитию местного самоуправления в соответствии с Указом Президента
В период руководства Кувшинникова в городе в 2008—2010 годы был полностью реконструирован Ягорбский мост с расширением дорожного полотна и с последующей достройкой в 2011 году развязки с выходом на улицу Набережную (проект и начало строительства приходится на период правления Позгалева Вячеслава Евгеньевича). В июле 2009 года после 20-летнего ремонта был открыт музейный комплекс «Усадьба Гальских».
В декабре 2011 года Кувшинников заявлял о своей возможной отставке с поста мэра, если «Единая Россия» наберёт в Череповце менее 50 % голосов.

### Губернатор Вологодской области
Исполняющий обязанности

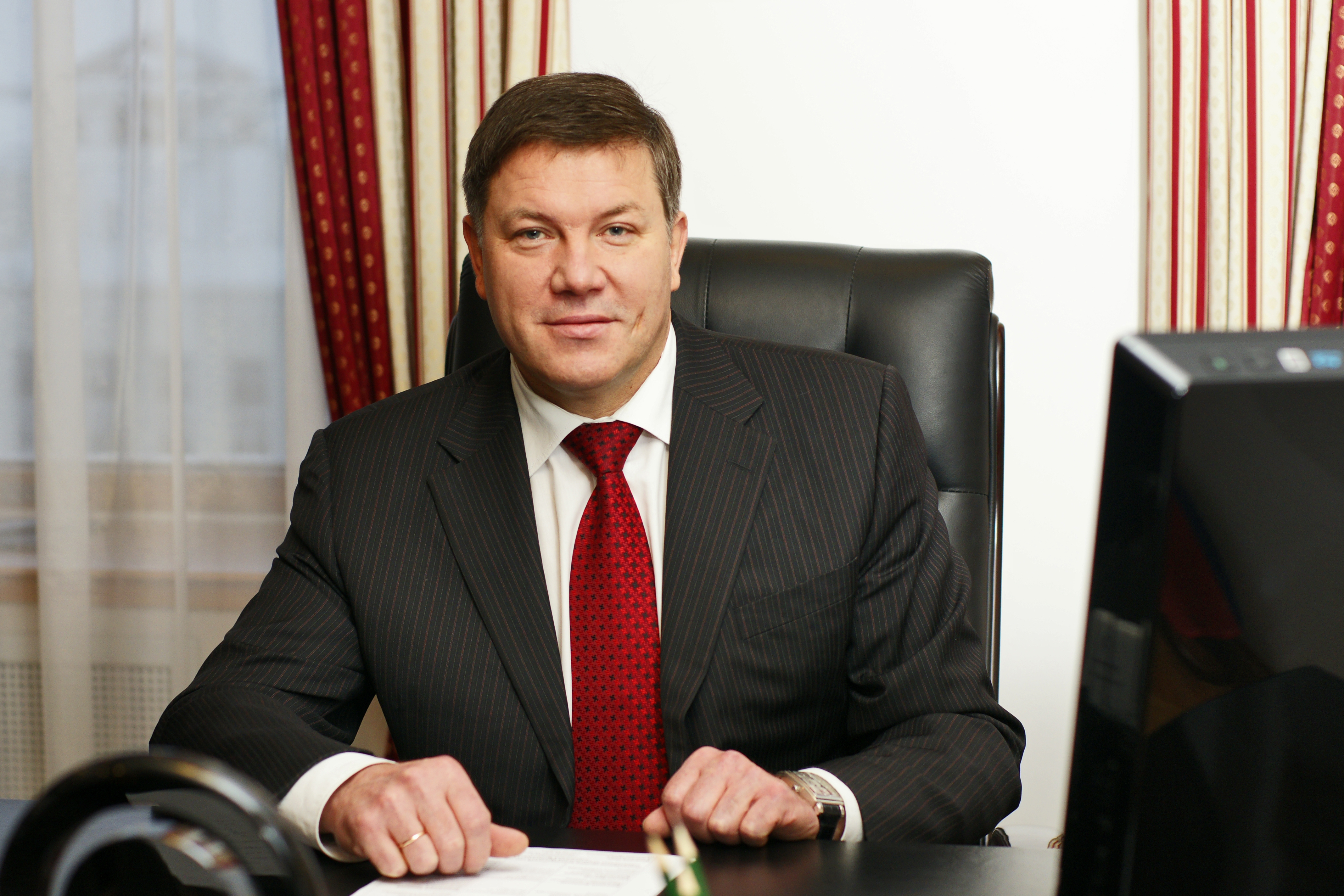
Исполняющий обязанности губернатора Кувшинников в декабре 2011 года.

14 декабря 2011 года, после отставки В. Е. Позгалёва, был назначен временно исполняющим обязанности губернатора Вологодской области.
Первый срок (2011—2014)
По действовавшей на тот момент процедуре наделения полномочиями губернатора партия «Единая Россия» предложила президенту Дмитрию Медведеву три кандидатуры на должность губернатора Вологодской области. 28 декабря 2011 года президент Медведев внёс кандидатуру Олега Кувшинникова на рассмотрение заксобрания Вологодской области. В тот же день депутаты на внеочередной сессии утвердили его в должности губернатора на 5 лет. За проголосовало 29 депутатов, против — 0, воздержались — 3 депутата. В тот же день состоялась церемония вступления в должность.
7 февраля 2012 года Кувшинников реорганизовал секретариат и службу протокола губернатора, вчетверо сократив штатную численность.
В феврале 2012 года Кувшинников возглавил рейтинг самых общительных и открытых для СМИ губернаторов. В то же время, Кувшинников в исследовании «Независимой газеты» признан одним из наименее влиятельных глав регионов.
С 3 октября 2013 по 9 апреля 2014 и с 26 мая по 22 ноября 2017 — член президиума Государственного совета Российской Федерации.
В январе 2012 года Олег Кувшинников стал первым в рейтинге информационной открытости среди глав регионов. Об этом свидетельствуют данные исследования, проведённого «Национальной службой мониторинга».
В 2012—2013 году на сайте госзаказа Вологодской области размещались заказы на оказание Правительству Вологодской области услуг по организации внутренних и международных заказных авиаперелетов, на общую сумму не менее 78 миллионов 489 тысяч рублей. В январе 2014 года руководство Вологодской области попало в антирейтинг «Общероссийского народного фронта» «Индекс расточительности» За 2 года на чартерные перелеты было потрачено 86 миллионов рублей.
В марте 2014 года Кувшинников инициировал прокурорскую проверку в отношении журналиста Романа Романенко за его шутливую запись в социальных сетях, призывающий спасать русских не только в Крыму, но и в Вологодской области. 4 апреля 2014 года в отношении благотворительного фонда «Хорошие люди», который возглавляет Романенко, были начаты оперативно-розыскные действия.
11 июня 2014 года по инициативе Олега Кувшинникова была учреждена государственная награда Вологодской области «За заслуги перед Вологодской областью».
26 июня 2014 года по инициативе Олега Кувшинникова был принят закон Вологодской области № 3121-03 «О старостах населенных пунктов Вологодской области», который способствует участию жителей в местном самоуправлении.
Досрочные выборы (2014)
В 2012 году в России был принят закон, возвращавший в прямые выборы глав регионов, но с применением к кандидатам муниципального фильтра. К 2014 году выборы глав регионов проводились дважды, в октябре 2012 года и в октябре 2013 года. Губернаторские полномочия Кувшинникова истекали в декабре 2016 года, однако 15 мая 2014 года во время рабочей встречи с президентом России Владимиром Путиным Кувшинников попросил у него разрешения провести в Вологодской области досрочные выборы губернатора. Разрешение баллотироваться было нужно, так как в иных случаях закон это запрещает ушедшему в отставку губернатору. Президент решение поддержал, разрешение дал. 17 мая 2014 года Путин принял отставку Кувшинникова по собственному желанию и Указом назначил его же временно исполняющим обязанности губернатора Вологодской области до вступления в должность избранного губернатора на выборах. Отмечалось, что подобное назначение делает неравными условия борьбы за пост главы региона, то есть фактически является административным ресурсом. Выборы возможно повести через 4 месяца в единый день голосования 14 сентября 2014 года.
Второй срок (2014—2019)
На состоявшихся 14 сентября 2014 года выборах при явке 29,71 % Олег Кувшинников набрал 62,98 % голосов и победил в первом туре. 23 сентября 2014 года в Вологде состоялась церемония инаугурации.
В 2015 году Госдума обнулила сроки полномочий губернаторам, объявив новый отсчет с момента возвращения губернаторских выборов в 2012 году. Это дало Кувшинникову возможность участвовать в выборах 2019 года.
В декабре 2017 года прошёл повышение квалификации в ФГБОУ ВО «Вологодский государственный университет» по дополнительной профессиональной программе «Управление проектами в органах власти: углублённые знания (для руководителей проектов, администраторов, руководителей проектных офисов)».
Третий срок (2019—2024)

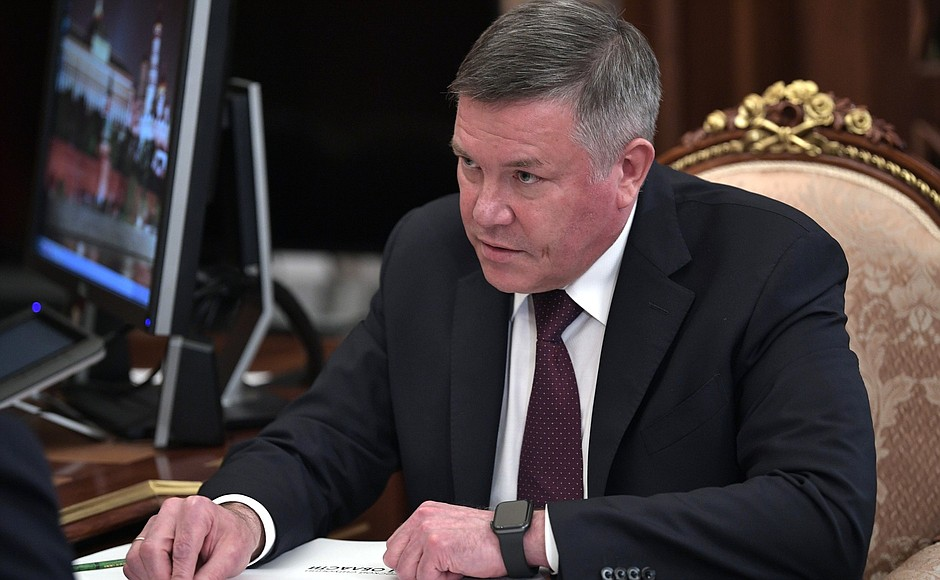
Кувшинников в марте 2020 года.

На состоявшихся 8 сентября 2019 года выборах при явке 40,52 % Олег Кувшинников набрал 60,79 % голосов и победил в первом туре. Он продлил срок полномочий до 2024 года.
Кувшинников — сторонник отмены нештрафуемого порога для водителей в 20 км/ч и инициатор снижения скоростного лимита в населённых пунктах до 50 км/ч вместо 60 км/ч.
В марте 2020 года по инициативе губернатора учреждено почётное звание «Заслуженный работник культуры Вологодской области» для повышения престижа профессии работника культуры.
В сентябре 2021 года Олег Кувшинников стал автором автобиографической книги «Как стать/быть Губернатором и остаться в живых», приуроченной к 10-летию работы в должности губернатора Вологодской области.
С декабря 2021 года входил в состав Высшего совета партии «Единая Россия» (состав утверждён 4 декабря 2021 года).
31 октября 2023 года Кувшинников подал в отставку с должности Вологодской области по собственному желанию, отставка была принята президентом. В тот же день президент Владимир Путин назначил временно исполняющим обязанности губернатора 44-летнего Георгия Филимонова.
17 декабря 2023 года на ХХl съезде партии «ЕДИНАЯ РОССИЯ» исключен из состава высшего совета партии.

### Совет Федерации
3 ноября 2023 года врио губернатора Вологодской области Георгий Филимонов в ходе представления в правительстве области предложил бывшему главе региона Олегу Кувшинникову стать сенатором от региона. При этом месяцем ранее ещё являвшийся губернатором Кувшинников назначил сенатором Ольгу Данилову. 8 ноября 2023 года Данилова досрочно сложила полномочия, а 9 ноября должность занял сам Кувшинников.

### Председатель Российской Ассоциации «Здоровые города, районы и поселки» в Российской Федерации.
С октября 2010 года по настоящее время Председатель Российской Ассоциации «Здоровые города, районы и поселки» в Российской Федерации.

## Критика
- В ноябре 2013 года для выплаты заработной платы детским дошкольным учреждениям разрешено брать кредиты в банках[54][55].
- В 2013 году был обнародован в СМИ ответ Департамента строительства и ЖКХ Вологодской области на обращение матери ребёнка-инвалида, проживающей в разрушающемся доме, о невозможности исполнения администрацией муниципального образования решения суда о предоставлении жилья, в связи с отсутствием свободных квартир в муниципальном жилом фонде[56].

## Награды и звания
Дважды лауреат премии за выдающиеся работы в области металлургии имени академика И. П. Бардина, присуждаемой компанией «Северсталь».
Автор 11 изобретений.
В 2004 году награждён медалью ордена «За заслуги перед Отечеством» II степени
В 2004 году за заслуги в области изобретательской и рационализаторской деятельности присвоено звание «Лучший изобретатель ОАО „Северсталь“».
В июне 2010 года за большой личный вклад в становление современного местного самоуправления награждён Почётной грамотой Министерства регионального развития Российской Федерации.
В мае 2012 года поощрён Благодарственным письмом Президента Российской Федерации В. В. Путина.
За помощь в строительстве храма преподобных Афанасия и Феодосия г. Череповца награждён орденом Русской православной церкви «Святого благоверного князя Даниила Московского» 3 степени (2012 год).
В августе 2012 года за большой личный вклад в организацию военно-патриотического воспитания молодежи, качественную подготовку её к службе в Вооружённых Силах Российской Федерации, выполнение установленной нормы призыва граждан на военную службу весной 2012 года награждён Грамотой Командующего войсками Западного военного округа.
В июне 2013 года награждён Благодарственным письмом Главы Чеченской Республики за профессиональную подготовку и безупречную службу сотрудников Оперативной группы ФСИН России, направленных для выполнения служебно-боевых задач по охране и обороне комплекса правительственных зданий и сооружений Чеченской Республики
В апреле 2014 года за активное содействие подготовке к 25-летию вывода Советских войск из Афганистана, всемерную поддержку деятельности ветеранских организаций, увековечению памяти защитников Отечества и патриотическому воспитанию молодежи поощрён Благодарственным письмом от имени Комитета по координации совместной деятельности ветеранских объединений.
В апреле 2014 года награждён Почётным знаком Торгово-промышленной палаты Российской Федерации.
В сентябре 2014 года награждён почётной медалью «За заслуги в Деле защиты детей России».
В июне 2015 года награждён Орденом Почёта за достигнутые трудовые успехи и многолетнюю добросовестную работу. Награду вручил Президент РФ.
В конце 2016 года, во время торжественного мероприятия, посвящённого закрытию года Рубцова в Вологодской области, Кувшинников был удостоен медали «Николай Рубцов».
В мае 2019 года за оказание содействия в решении задач, возложенных на Вооружённые Силы Российской Федерации, и третье место, занятое Вологодской областью в конкурсе среди субъектов Российской Федерации по лучшую подготовку граждан Российской Федерации к военной службе, организацию и проведение призыва на военную службу в 2018 году награждён Почётной грамотой Министра обороны Российской Федерации.
В 2019 году награждён медалью «Совет Федерации. 25 лет».
В ноябре 2019 года за активное участие в общественно-политической жизни российского общества награждён Благодарностью Президента Российской Федерации.
В ноябре 2019 года за значительный вклад в укрепление обороны Российской Федерации награждён медалью «За вклад в укрепление обороны Российской Федерации».
В декабре 2019 года за оказание содействия в решении задач, возложенных на Вооружённые Силы Российской Федерации награждён знаком отличия Западного военного округа «За заслуги».
В декабре 2019 года награждён медалью за вклад в укрепление обороны РФ.
В феврале 2020 года за укрепление правопорядка и оказание содействия в выполнении задач и осуществлении полномочий, возложенных на войска национальной гвардии РФ награждён знаком Росгвардии «За отличие в службе» 2 степени.
В октябре 2020 года во внимание к помощи Вологодской епархии удостоен Патриаршего знака храмостроителя.
В марте 2021 года включён в состав Политического комитета Европейской сети Всемирной организации здравоохранения от Российской Федерации.
25 октября 2021 года награждён орденом «За заслуги перед Отечеством» IV степени за большой вклад в социально-экономическое развитие Вологодской области и многолетнюю добросовестную работу.
23 сентября 2024 года награждён орденом Александра Невского.

## Семья
Женат. Имеет троих сыновей. Старший — Александр, работает на Череповецком металлургическом комбинате, женат, имеет дочь. Средний — Роман, окончил суворовское училище в Санкт-Петербурге, студент Череповецкого высшего военного инженерного училища радиоэлектроники, женат. Младший — Данила, учится в Череповецком металлургическом колледже.

## Увлечения
Увлекается игрой в хоккей, горными и беговыми лыжами, футболом, баскетболом, а также плаванием. Болеет за хоккейный клуб «Северсталь».

## Международные санкции
С июля 2022 года за поддержку войны России против Украины находится под санкциями Великобритании. 15 декабря 2022 года, внесён в санкционный список США за «призыв граждан на войну в ответ на недавний российский приказ о мобилизации». 19 августа 2022 года Кувшинников попал в санкционный список Канады «близких соратников режима, которые являются соучастниками агрессии российского режима против Украины». 19 октября 2022 года попал под санкции Украины как «глава государственного органа, осуществлявший поддержку/поощрение/публичное одобрение политики РФ, направленной на проведение военных действий и геноцид гражданского населения в Украине».
По аналогичным основаниям находится под санкциями Австралии и Новой Зеландии.